# Hemitremia flammea
Hemitremia flammea es una especie de peces de la familia de los
Cyprinidae en el orden de los Cypriniformes.

## Morfología
- Los machos pueden llegar alcanzar los 7,8 cm de longitud total.[1][2]

## Hábitat
Es un pez de agua dulce y de clima templado.

## Distribución geográfica
Se encuentran en Norteamérica:  cuencas de los ríos  Cumberland y  Tennessee en Tennessee,  Georgia y Alabama (Estados Unidos ).